# Dance with Me (film, 2006)
Pour les articles homonymes, voir Dance with Me.
Pour plus de détails, voir Fiche technique et Distribution.
Dance with Me ou Entrez dans la danse au Québec (Take the Lead) est un film américain inspiré de faits réels, réalisé par Liz Friedlander et sorti en 2006.

## Synopsis
À New York, un danseur a pour projet d’apprendre la danse de salon à des jeunes élèves en difficulté dans un lycée. Personne ne croit en son projet mais peu à peu, Pierre Dulaine grâce à son dévouement et sa détermination va réussir son pari.

## Fiche technique
- Titre : Dance with Me
- Titre québécois : Entrez dans la danse
- Titre original : Take the Lead
- Réalisation : Liz Friedlander
- Scénario : Dianne Houston
- Production : Michelle Grace, Diane Nabatoff, Christopher Godsick
- Sociétés de distribution : New Line Cinema (États-Unis), Metropolitan FilmExport (France)
- Pays de production :  États-Unis
- Langue originale : anglais
- Format : couleurs
- Genre : Film de danse, comédie dramatique, biopic
- Durée : 118 minutes
- Dates de sortie :
  - États-Unis : 7 avril 2006
  - France : 5 juillet 2006

## Distribution

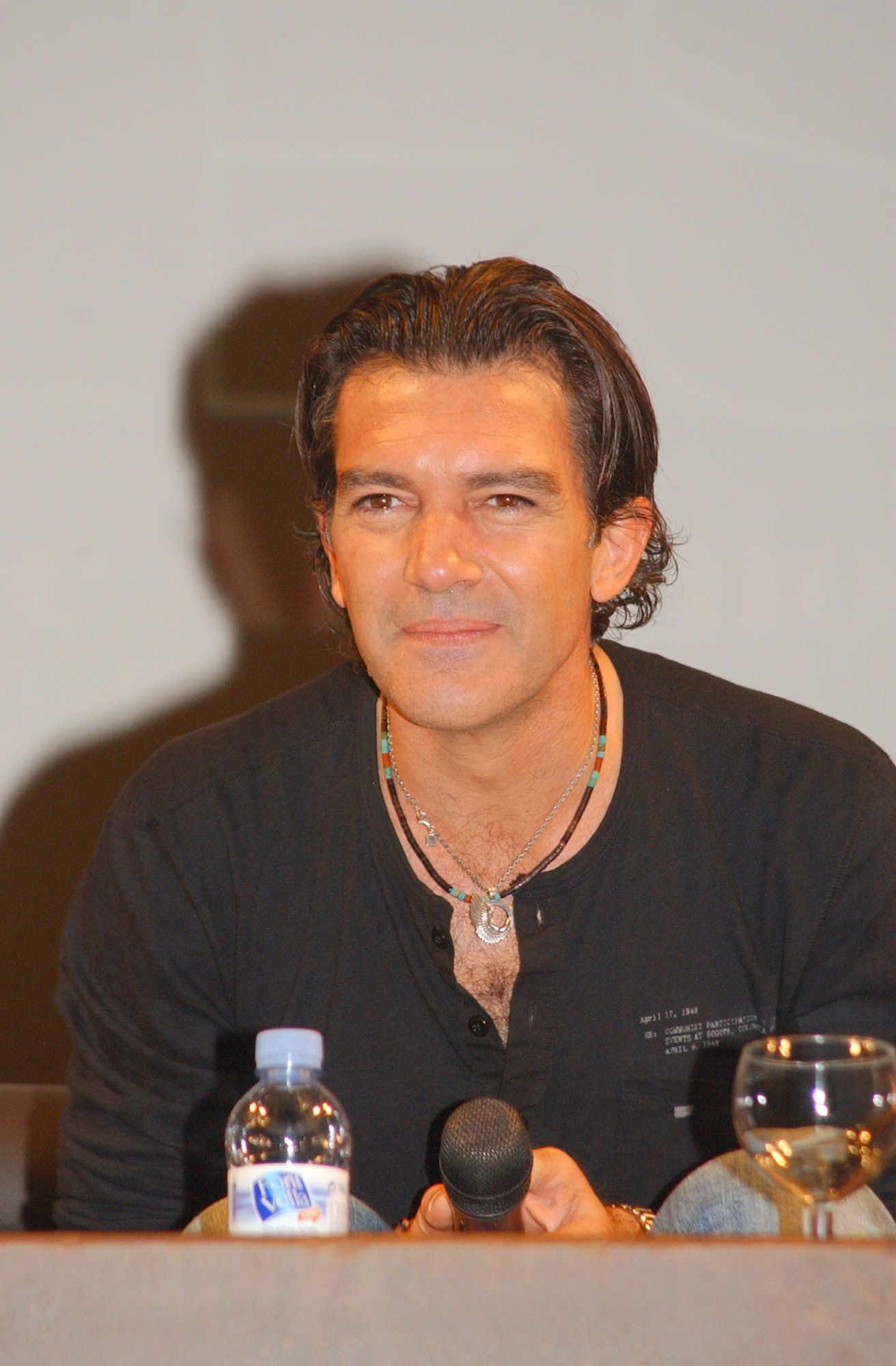
L'acteur principal Antonio Banderas, l'année de sortie du film.

- Antonio Banderas (V.F. : Bernard Gabay et V.Q. : Luis de Cespedes) : Pierre Dulaine
- Alfre Woodard (V.F. : Maïk Darah et V.Q. : Claudine Chatel) : Augustine James
- John Ortiz (V.F. : Pierre Dourlens et V.Q. : Manuel Tadros) : Mr. Temple
- Jenna Dewan (V.Q. : Kim Jalabert) : Sasha
- Rob Brown (V.F. : Emmanuel Garijo et V.Q. : Benoit Éthier) : Rock
- Yaya DaCosta (V.F. : Fily Keita et V.Q. : Annie Girard) : LaRhette
- Jonathan Malen (V.Q. : Hugolin Chevrette) : Kurd
- Jasika Nicole : Egypt
- Shawand McKenzie (V.Q. : Johanne Léveillé) : « Big Girl »
- Dante Basco (V.F. : Maël Davan-Soulas et V.Q. : Xavier Dolan) : Ramos
- Elijah Kelley (V.F. : Nessym Guetat et V.Q. : François Godin) : Danjou
- Marcus T. Paulk (V.F. : Alexis Tomassian et V.Q. : Nicolas Charbonneaux-Collombet) : Eddie
- Laura Benanti : Tina
- Katya Virshilas (V.Q. Camille Cyr-Desmarais) : Morgan
- Brandon D. Andrews (V.Q. : Marc-André Bélanger) : « Monster » (« Monstre » dans la V.Q.)
- Lauren Collins (V.Q. : Aline Pinsonneault) : Caitlin
- Yvonne Myers : La mère de LaRhette
- Alison Sealy-Smith : la mère de Rock
- Jo Chim : Gretchen
- Lyriq Bent (V.Q. : Marc Beaudin) : Easy
- Tony Craig : Garde de la sécurité
- Alan John Armsby (V.F. : Hervé Jolly et V.Q. : Daniel Lesourd) : Emcee

Sources et légende : Version française (V.F.) sur Voxofilm et Version québécoise (V.Q.) sur Doublage Québec.